# Toutainville
Toutainville är en kommun i departementet Eure i regionen Normandie i norra Frankrike. Kommunen ligger i kantonen Pont-Audemer som tillhör arrondissementet Bernay. År 2022 hade Toutainville 1 280 invånare.

## Befolkningsutveckling
Antalet invånare i kommunen Toutainville
Referens:INSEE